# دیک کیت
دیک کیت (انگلیسی: Dick Keith; ۱۵ مهٔ ۱۹۳۳ – ۲۸ فوریهٔ ۱۹۶۷) بازیکن فوتبال اهل ایرلند شمالی بود.
از باشگاه‌هایی که در آن بازی کرده‌است می‌توان به باشگاه فوتبال لینفیلد، باشگاه فوتبال ای‌اف‌سی بورنموث، باشگاه فوتبال ویموث، و باشگاه فوتبال نیوکاسل یونایتد اشاره کرد.
وی همچنین در تیم ملی فوتبال ایرلند شمالی بازی کرده‌است.